# Recja
Recja (łac. Raetia lub Rhaetia) – dawna prowincja rzymska utworzona po podboju Retów, obejmująca obecne tereny wschodniej Szwajcarii, Liechtensteinu, zachodniej Austrii (kraje Vorarlberg i Tyrol) oraz południowych Niemiec (część krajów Bawaria i Badenia-Wirtembergia). Głównymi miastami prowincji były Augusta Vindelicorum (dzisiejszy Augsburg) oraz Castra Regina (Ratyzbona).
Podbita przez Rzym w 15 p.n.e., Recja zyskała znaczenie ze względu na położenie na szlakach handlowych między Italią i terenami nad Dunajem oraz między Galią i Bałkanami. W I w. granica Recji została przesunięta na północ aż po Neckar. W III w. napór plemion germańskich spowodował cofnięcie zachodnich i północnych granic prowincji. Ok. 450 Rzymianie kontrolowali już tylko alpejskie rejony Recji.
Potomkami dawnych mieszkańców Recji są Retoromanie, niewielka mniejszość narodowa w północnych Włoszech i Szwajcarii posługująca się wywodzącym z łaciny językiem retoromańskim.

## Geografia i podział administracyjny

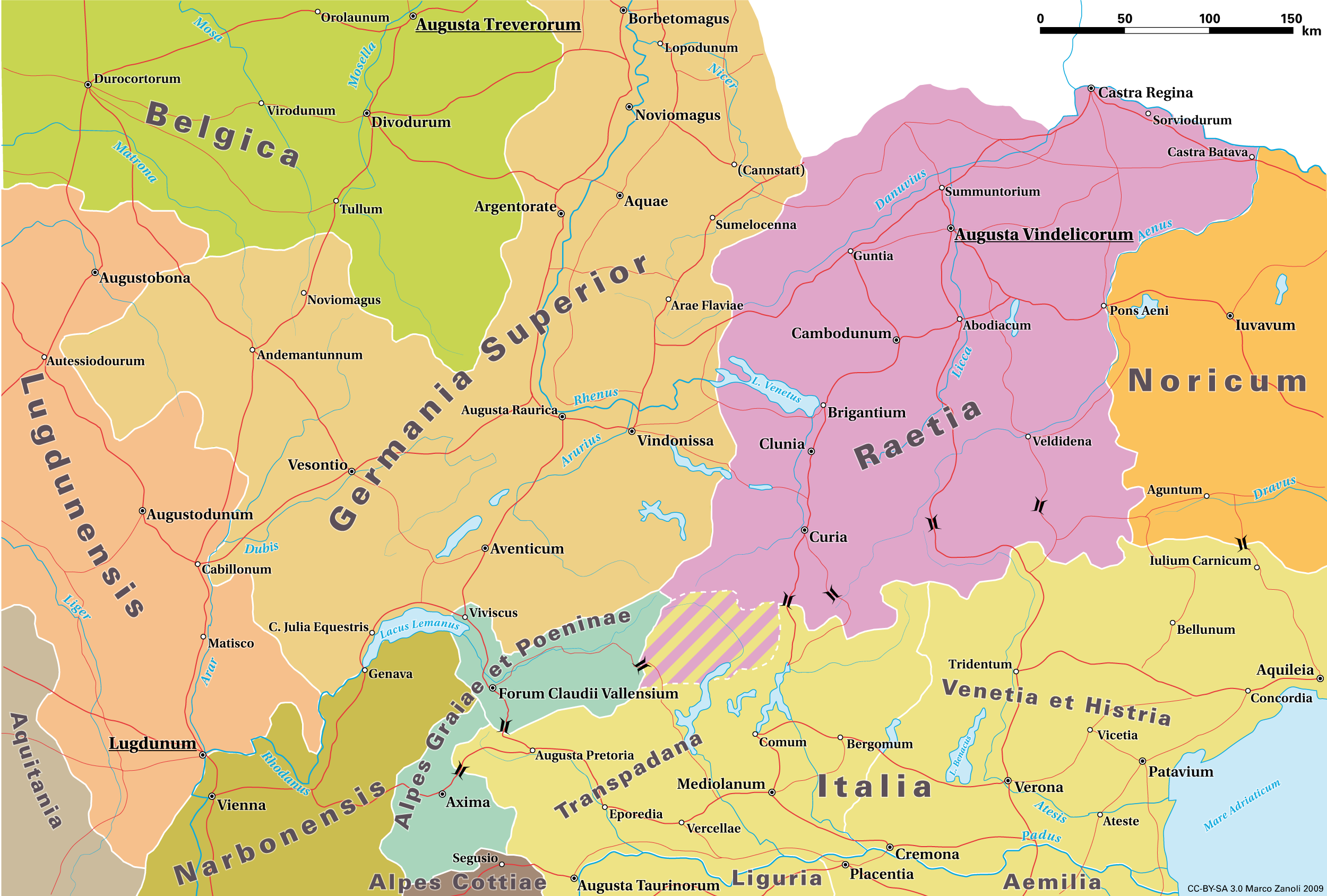
Podział administracyjny alpejskich prowincji imperium rzymskiego ok. 150 roku n.e.

### Granice prowincji
Granice Recji biegły w przybliżeniu od Przełęczy Świętego Gotarda do dzisiejszego Sigmaringen na północy, skąd wzdłuż Dunaju biegły do Batavis (dzisiejsza Pasawa). Tam granica odbijała na południe wzdłuż Inn (łac. Oenus), przez okolice współczesnego Innsbrucku, do Pons Drusi (dzisiejsze Bolzano). Południowa granica biegła przez Bilitio (współczesna Bellinzona), Przełęcz Simplon do Przełęczy św. Gotarda. Do Recji początkowo należały także tereny Doliny Górnego Rodanu (łac. Vallis Poenina) odpowiadające części dzisiejszego kantonu Valais położonej na południe od Jeziora Genewskiego, jednak w połowie I wieku utworzono z nich osobną prowincję Alpes Poenina.
Przez cały okres rzymski granice prowincji pozostawały relatywnie stabilne, z wyjątkiem granicy północnej. Początkowo przebiegała mniej więcej na wysokości dzisiejszego Augsburga, jednak już przed 40 rokiem n.e. przesunięto ją do brzegów Dunaju. Po ok. 90 roku n.e., za panowania Domicjana i Trajana granice ponownie rozszerzono na północny zachód od fortu Eining nad Dunajem. Ostatecznie około 155–160 roku Limes przesunięto o kolejnych kilkadziesiąt kilometrów w głąb Germanii, aż po granicę gęstych lasów na Neckar, by w połowie III wieku cofnąć obsadzoną granicę na powrót na linię Renu i Dunaju.
Około 100 roku n.e. w skład Recji włączono terytorium Vindelicii, czyli obszarów wzdłuż Dunaju. Około roku 300 Recję przyłączono do Diecezji Italskiej i podzielono na dwie prowincje wzdłuż linii biegnącej mniej więcej od Jeziora Bodeńskiego na wschód, przez Partianum (dzisiejsze Partenkirch), do Inn. Stolicą położonej na południu Recji Pierwszej (łac. Raetia Prima) była Curia Rhaetorum, stolicą Recji Drugiej (łac. Raetia Secunda obejmująca ziemie dawnej Vindelicii) była Augusta Vindelicorum (Augsburg).

### Miasta i podział administracyjny

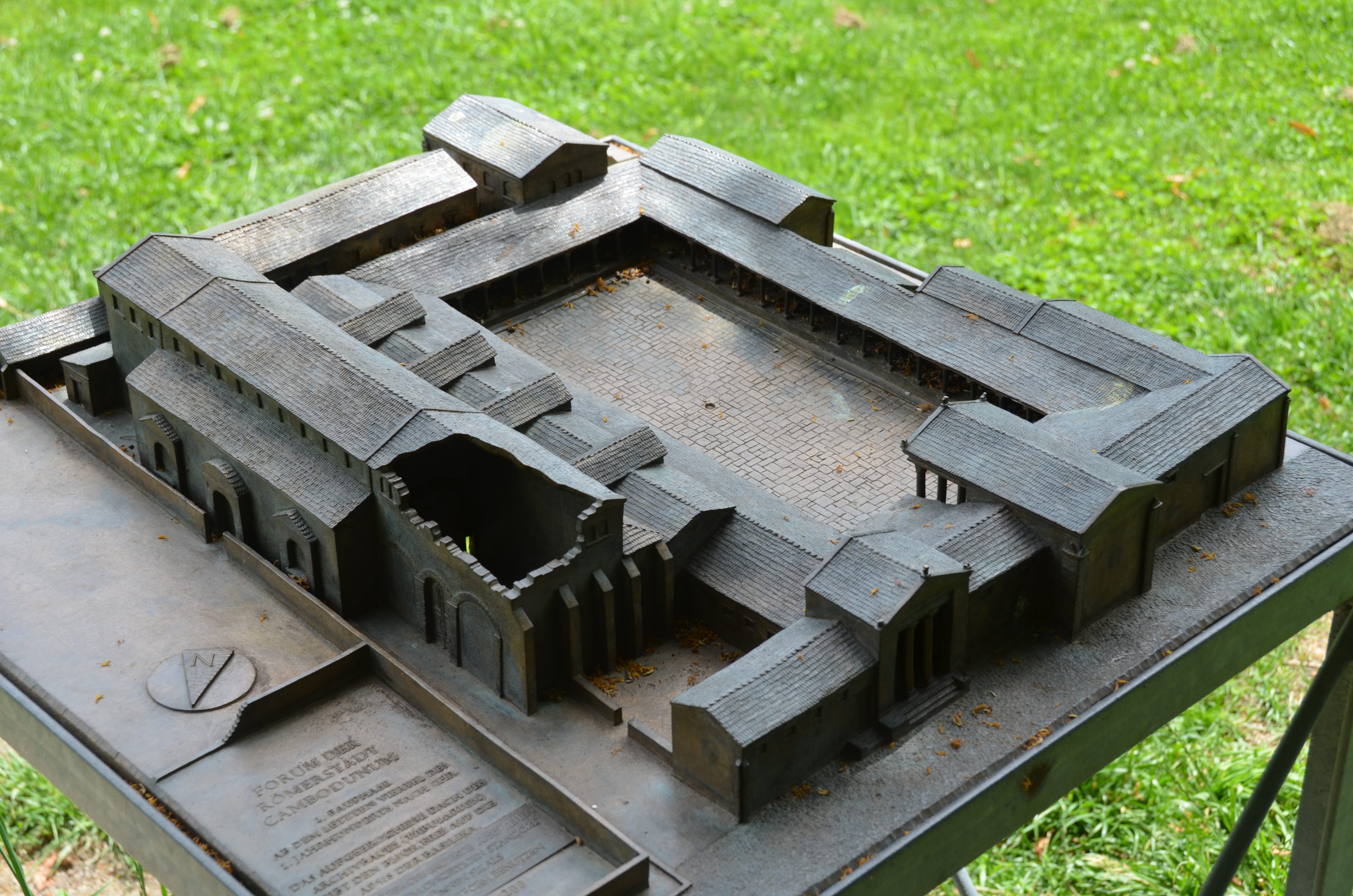
Makieta forum w Cambodunum (dzisiejsze Kempten)

Alpejskie prowincje Rzymu były bardzo słabo zurbanizowane. Jedynym miastem na terenie Recji posiadającym status municipium w II wieku była Augusta Vindelicorum, zwana również Municipium Aelium Augustum, czyli dzisiejszy Augsburg. Z zachowanych inskrypcji nie jest jasne które miasta posiadały status civitas, jednak jest to dość prawdopodobne w przypadku Cambodunum (Kempten; prawdopodobnie pierwsza stolica prowincji) i Brigantium (Bregencji). Strabon wspomina też o mieście Damasia (prawdopodobnie znajdującym się na wzgórzu znanym dziś jako Auerberg) jako o ważnym centrum religijnym i administracyjnym („akropolis”). Z badań archeologicznych można wnosić, że rolę centrów administracyjnych mogły również pełnić miasta Curia (dzisiejsze Chur), Phoebiana (Faimingen koło Dillingen) oraz Vicus Scuttarensium (dzisiejsze Nassenfels).
W czasach podboju istniało zaledwie kilka mniejszych ośrodków miejskich: Arbor Felix (dzisiejsze Arbon), Foetibus (Füssen), Veldidena (Innsbruck) i Teriolis (Zirl). Z badań archeologicznych wynika, że urbanizacja postępowała powoli. Do czasów cesarza Klaudiusza na terenie prowincji powstało zaledwie kilka kolejnych miasteczek (łac. vicus, l.mn. vici), m.in. wspomniane już Curia, wzgórze Auerberg, Constantia (Konstancja) czy Rapa (Schwabmünchen). Akcja osiedleńcza przyspieszyła dopiero za rządów dynastii Flawiuszy (69−96), powstały wtedy m.in. Abodiacum (w rejonie Orsingen-Epfach), Bratananium (Gauting) i cywilne vici wokół fortów wojskowych nad Dunajem: Gontia (Günzburg) i nieznana z nazwy miejscowość wokół fortu w Ennetach (dzielnicy Mengen). W II wieku rzymskie wojska przesunęły granicę prowincji dalej na północ, ale wiele dotychczasowych obozów wojskowych zajęli cywile, tworząc kolejne miasteczka o charakterze czysto cywilnym; w tym czasie powstały m.in. Phoebiani (Faimingen), Aquileia (Heidenheim) i Pons Aeni (Pfaffenhofen am Inn).

## Historia
Wzmianka o Recji jako jednej z czterech krain, przez które wiedzie droga przez Alpy pojawia się już w pisanych przed 146 p.n.e. Dziejach Polibiusza. W czasach przedrzymskich tereny Recji zamieszkiwały dwie główne grupy ludności. Na północ od Alp, na obszarze pogórza alpejskiego, do ok. 50 p.n.e. dominowały typowo lateńskie oppida, warowne osady stanowiące centra administracyjne lokalnych plemion, prawdopodobnie celtyckich. Z kolei górskie doliny zamieszkiwali przede wszystkim Retowie, o których wczesnej historii i pochodzeniu niewiele wiadomo.
Tytus Liwiusz w Ab Urbe condita i Pliniusz Starszy w Naturalis historia, a w ślad za nimi wielu antycznych autorów, wskazywali na pochodzenie Retów od Etrusków, których Galowie mieli zepchnąć z ich siedzib w Dolinie Padu na północ, zapewne między VII a V wiekiem przed naszą erą. Nieliczne zachowane inskrypcje w języku retyckim oraz znaleziska archeologiczne wydają się potwierdzać to pokrewieństwo, jednak wielu autorów wskazuje raczej na pochodzenie Retów od Celtów lub plemion iliryjskich. Współcześni autorzy wskazują także na możliwość, że Retowie i Etruskowie mogli wywodzić się z wspólnego rdzenia, bądź też że byli potomkami autochtonów, którzy przyjęli język etruski na drodze wymiany kulturowej, a niekoniecznie masowej migracji.
Nazwa ludu Retów i zamieszkiwanej przez nich ziemi mogła pochodzić od wyznawanej przez nich bogini Rhei, utożsamianej przez Rzymian z Kybele, możliwe również, że tożsamej z boginią Reitią czczoną przez Wenetów.
W każdym razie do czasów rzymskich tereny Recji były w przeważającej większości zamieszkałe przez ludność celtycką, wojowniczą i dokonującą częstych wypraw łupieżczych na tereny Galii Narbońskiej. W czasie rzymskiej inwazji Retowie nie stanowili jednorodnej grupy etnicznej a raczej federację plemion, często o różnym pochodzeniu kulturowym.

### Podbój rzymski

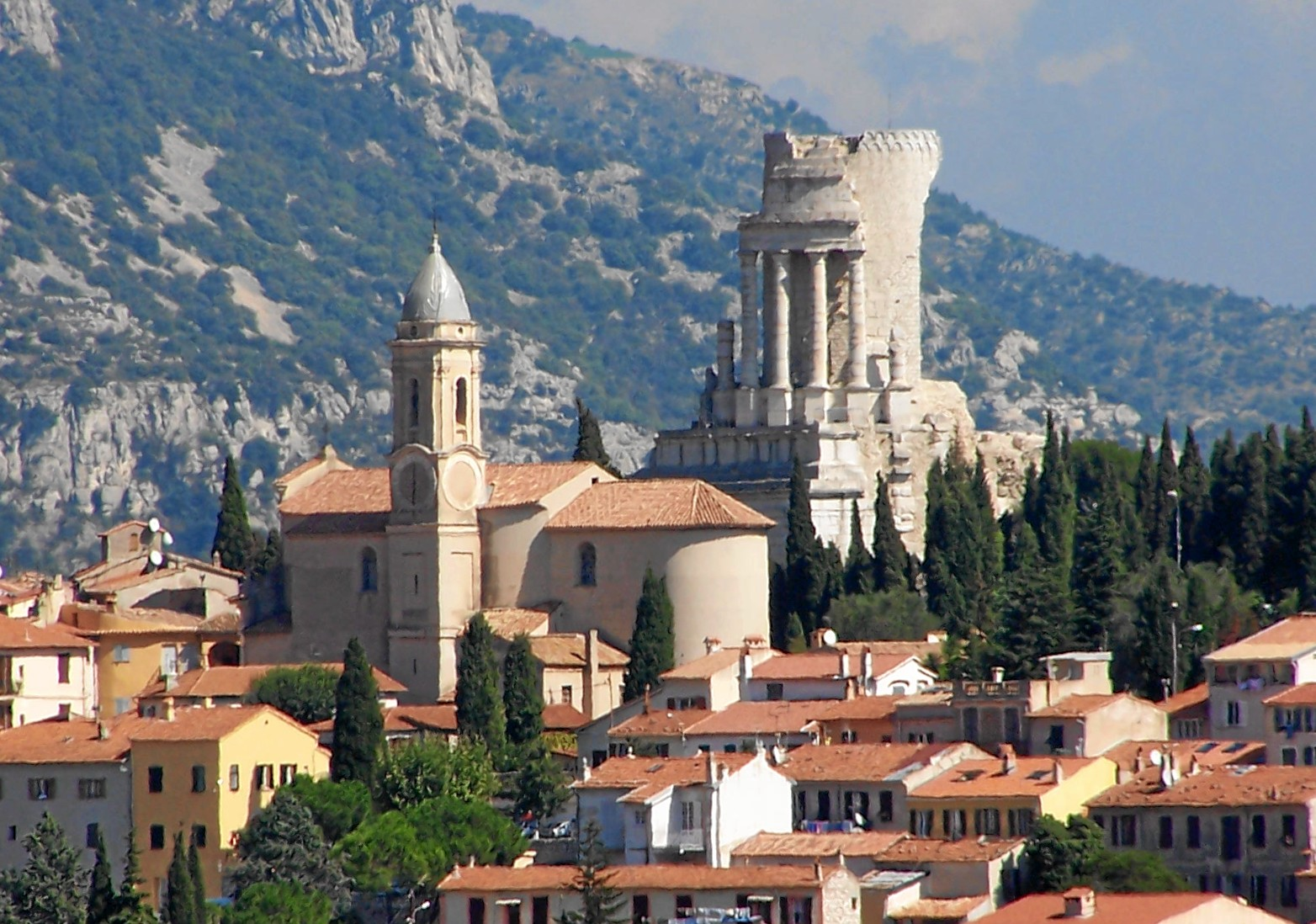
Pozostałości Tropaeum Alpium, pomnika upamiętniającego podbój ludów Alpejskich przez Cezara i Oktawiana Augusta, wystawionego w 6 roku p.n.e.

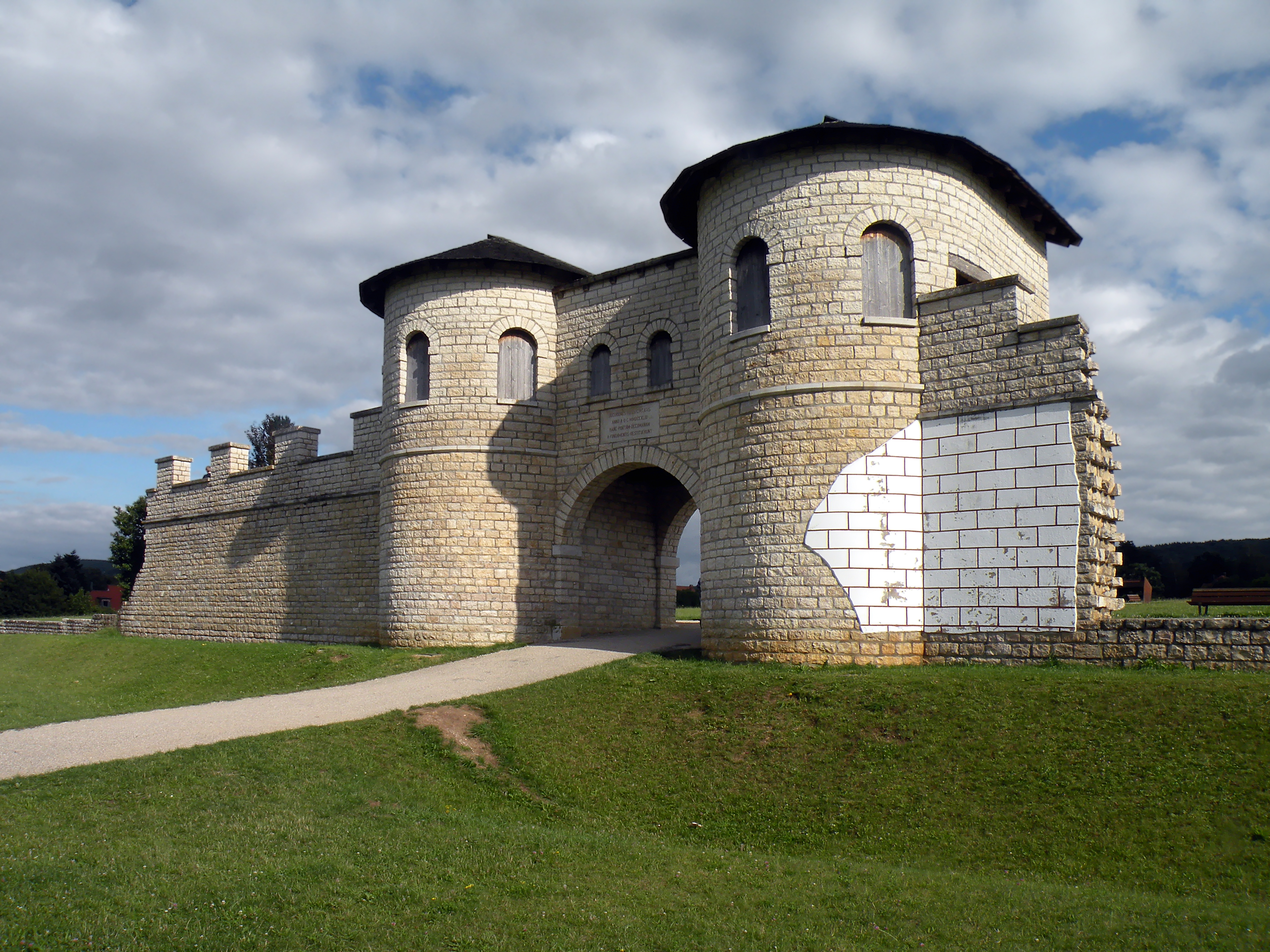
Rekonstrukcja bramy rzymskiego obozu warownego Biriciana. Na terenie Recji znajdowało się kilkadziesiąt podobnych obozów, a także setki pojedynczych wież, stanic i strażnic chroniących granicy wzdłuż tzw. Limesu Górnogermańsko-Retyckiego.

Rzymianie pierwszy raz wkroczyli na tereny Retów w czasie wojen galijskich. Około 58 p.n.e. Juliusz Cezar pobił plemiona helweckie, a także założył dwa warowne obozy wojskowe na wschodnich rubieżach podbitych przez siebie ziem: Colonia Julia Equestris (dzisiejsze Nyon nad Jeziorem Genewskim) i Augusta Raurica (w pobliżu miejscowości Augst i Kaiseraugst na obrzeżach dzisiejszej Bazylei).
W roku 16 p.n.e. Publius Silius Nerva najechał ziemie Retów i pokonał ich wojska w bitwie, w rok później Tyberiusz i Druzus Starszy powtórzyli inwazję i do 13 p.n.e. podbili całą Recję wraz z sąsiadującą z nią ziemią Noricum. Na podbitych ziemiach rozwinęli osadnictwo wojskowe i utworzyli wiele nowych centrów osadniczych, m.in. w Vindonissie (dzisiejsze Windisch). Wśród pierwszych osadników byli m.in. weterani Legio I Germanica i Legio XX Valeria Victrix. Inaczej niż podbici Germanie i Celtowie w innych prowincjach, wydaje się, że Retowie nie wzniecali buntów przeciwko nowej władzy, choć postępująca romanizacja spowodowała m.in. powrót części mieszkańców do wierzeń i zwyczajów niemal zarzuconych jeszcze przed przybyciem Rzymian. Znaleziska archeologiczne wskazują, że wiele miejsc dawnego kultu pozostało w użyciu do późnego antyku.
Początkowo Recja zarządzana była przez legata prowincji Gallia Belgica, jednak już w 16 roku naszej ery w czasie buntu legionów germańskich i opuszczeniu prowincji przez Germanika, legat wyznaczył osobnego zarządcę do spraw Recji, prawdopodobnie w randze prefekta (praefectus civitatum) lub prokuratora (ten tytuł piastowali urzędnicy od czasów cesarza Trajana). Początkowo prokurator, którego siedzibą było miasto Augusta Vindelicorum (dzisiejszy Augsburg) rozporządzał czterema oddziałami (łac. ala, lm. alae) jazdy i 11 kohortami piechoty, w połowie II wieku na siły w jego dyspozycji składały się trzy alae i 13 kohort. W ciągu następnych dwóch stuleci prowincja została niemal w całości zromanizowana.

### Prowincja graniczna Cesarstwa Rzymskiego

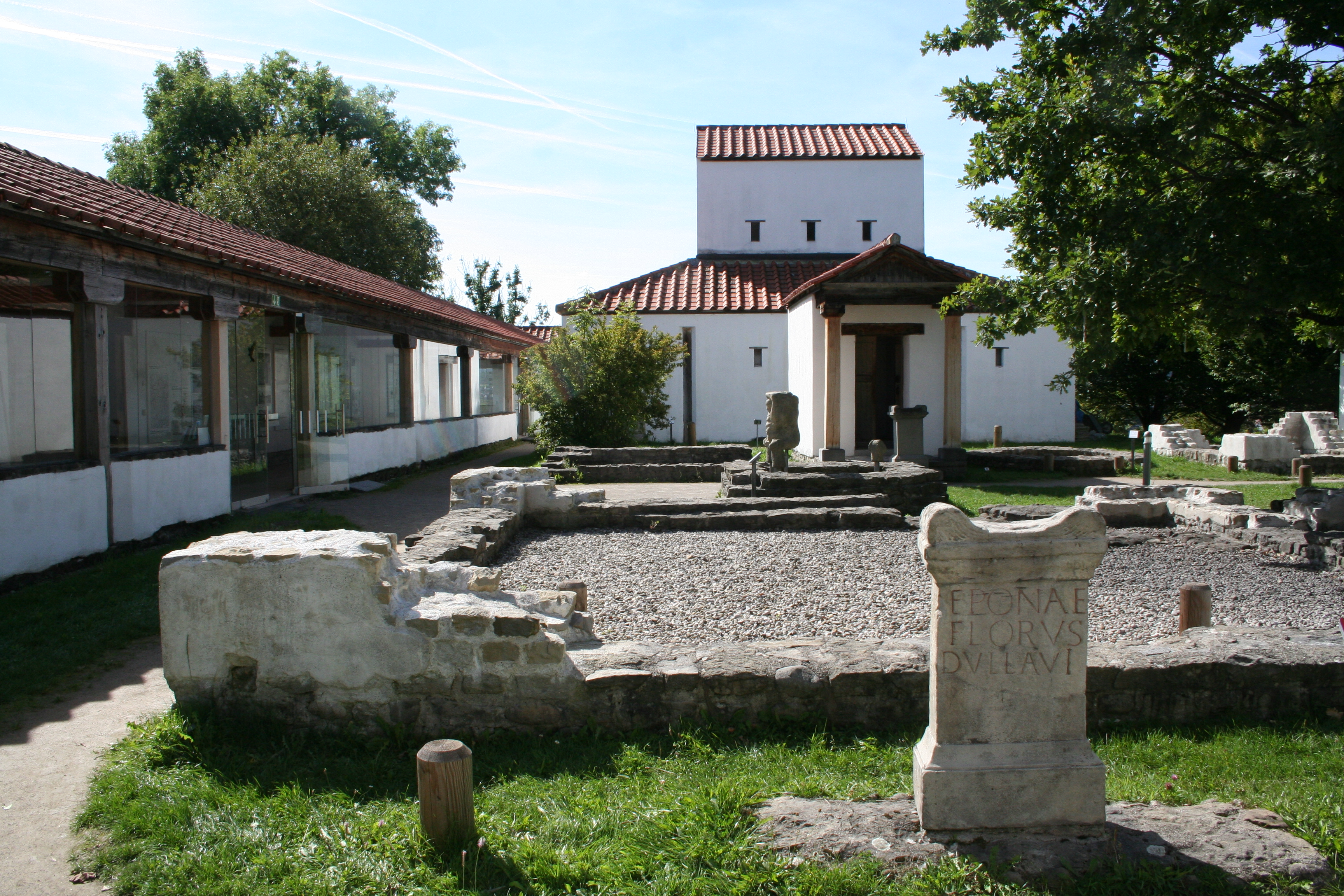
Zrekonstruowana prowincjonalna świątynia Herkulesa w Cambodunum (dzisiejsze Kempten)

Wojny markomańskie odcisnęły piętno na Recji. Już w latach 162−165 Chattowie i Chaukowie próbowali najechać Recję i sąsiednią prowincję Germania Superior, jednak ich wojska zostały odparte. Choć większość walk toczyła się w Panonii i Dacji, także Recja została spustoszona przez najazdy barbarzyńskie i szalejącą zarazę. By zabezpieczyć stale zagrożoną granicę, cesarz Marek Aureliusz w 170 stworzył w Salonae (dzisiejszy Solin w Chorwacji) nowy legion, Legio III Italica, który na przełomie 179/180 roku przebazowano do Recji. Nowa jednostka w krótkim czasie wzmocniła tzw. Limes Górnogermańsko-Retycki, zwłaszcza w rejonie Agri Decumates, pomiędzy źródłami Dunaju i Renu. Jednocześnie legat legionu przejął władzę nad prowincją od dotychczasowych władz, co usprawniło prace fortyfikacyjne. Graniczne fortyfikacje początkowo składały się z torfowego wału i fortów ziemno-drewnianych, w latach 150-200 wzmocnionych o konstrukcje kamienne. Legion posiadał główny obóz w Castra Regina oraz stałe obozy, stanice i forty w kilkudziesięciu miejscach wzdłuż granicy i w strategicznych punktach na terenie prowincji, m.in. w Vallatum, Submuntorium, Cambodunum (dzisiejsze Kempten), Vimanii i Cassiliacum (Memmingen).
Już w czasie kryzysu wieku III północne granice cesarstwa rzymskiego stały się celem ataków Alamanów, których bezskutecznie próbowali pokonać cesarze Karakalla i Maksyminus Trak. Za panowania Galiena w 259 i 260 Alamanowie i ich sojusznicy Jutungowie splądrowali Recję i Północną Italię i zniszczyli m.in. Castra Regina. Kres ich inwazji położyły dopiero rzymskie zwycięstwa w pobliżu Mediolanu i w bitwie pod Augusta Vindelicorum. Jednak mimo pokonania sił germańskich, Rzymianie utracili kontrolę nad ufortyfikowaną granicą a cesarz rozkazał wycofać siły rzymskie do Italii. W 268, roku śmierci cesarza, Alamanowie ponownie złupili Recję, wkroczyli do Italii i ponownie ulegli rzymskim legionom, tym razem pod wodzą Klaudiusza II Gockiego. Pomimo rzymskich sukcesów Alamanowie i ich sojusznicy utrzymali większość Recji, wyparł ich dopiero Aurelian w 274 roku, w czasie ekspedycji przeciw cesarstwu galijskiemu. Marek Aureliusz Probus poprowadził kilka ekspedycji karnych na drugą stronę granicy i wzmocnił limes, dzięki czemu do Recji powrócił pokój. W IV wieku na terenie Recji zaczęły powstawać pierwsze wspólnoty chrześcijan.
Za czasów Dioklecjana Recja przeszła spod administracji wojskowej pod cywilną. Tetrarchia wzmocniła obronę limesu w rejonie Recji i stan obrony prowincji pozostawał dobry przez kolejne stulecie, mimo okazjonalnych ataków ze strony Jutungów i Alamanów (m.in. w latach 357, 358, 363 i 383). W połowie czwartego wieku kolejni cesarze (Konstans, Konstancjusz II, Julian i Walentynian I) znacząco rozbudowali system obronny w rejonie górnego Renu, górnego Dunaju i ziem leżących pomiędzy źródłami obu rzek. W tym czasie Recja była już niemal kompletnie zromanizowana; do tego stopnia, że zarówno przez antycznych, jak i współczesnych autorów bywa traktowana jako kulturowy dodatek do Italii, a nie odrębny region z własnymi tradycjami.

### Upadek Rzymu i podboje germańskie

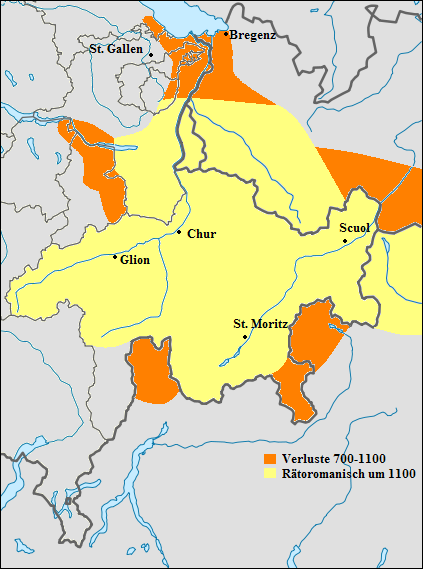
Zasięg wywodzącego się z łaciny języka romansz w średniowieczu

Chronologia ostatnich lat panowania cesarstwa zachodniorzymskiego nad Recją nie jest jasna. Wielu autorów podaje, że prowincja została opuszczona przez rzymskie legiony już w końcu IV wieku, po śmierci cesarza Gracjana lub z rozkazu Flawiusza Stylicho, jednak wydaje się, że przynajmniej do ok. 415 roku (okres sporządzenia zestawienia wojsk rzymskich w Recji w Notitia Dignitatum to zapewne lata 415−417) granica z plemionami germańskimi wciąż była stabilna i obsadzona przez regularną armię rzymską (limitanei). Z badań archeologicznych i źródłowych wynika jednak, że już od pierwszych lat V wieku dochody z podatków z alpejskich prowincji spadały dramatycznie, a bandy germańskich wojowników coraz częściej zapędzały się bezkarnie aż do północnej Italii. W roku 400 prowincję złupili także sprzymierzeni z Hunami Alanowie, choć ponowny najazd Alanów, Wandalów i Swebów w 406 roku udało się odeprzeć wojskom Stylicho. W Państwie Bożym Augustyn z Hippony wspomina o problemach z dostarczaniem zapasów dla jednostek wojskowych w Recji, znaleziska archeologiczne potwierdzają też budowę fortyfikacji wokół rzymskich osad położonych w rejonach narażonych na ataki Wizygotów oraz wzrost osadnictwa germańskiego po obu stronach granicy.
Choć armia rzymska pozostawała na stanowiskach, już od czasów Walentyniana II miasta niemal się wyludniły, mieszkańcy wiosek coraz częściej musieli chronić się w ufortyfikowanych obozach na szczytach wzniesień, a bogatsi mieszkańcy masowo opuszczali Recję i emigrowali do bezpieczniejszych regionów na południu. Choć jeszcze w 430 Aecjusz Flawiusz odparł kolejny najazd Iuthungi, a w 434 przepędził z Recji Burgundów, ostatecznie cesarstwo zachodniorzymskie stopniowo zaczęło tracić kontrolę nad terenami północnej Recji na rzecz Alamanów, którzy w 478 zapuścili się aż do Batavis w prowincji Noricum (dzisiejsza Pasawa). Choć oficjalnie Rzym zachował zwierzchnictwo nad prowincją, prawdopodobnie do końca stulecia Alamanowie zajęli całe jej terytorium. Część ziem Recji zajęli też przybyli z terenu dzisiejszych Czech Bawarowie.
Potęgę Alamanów złamał Chlodwig I, który pokonał ich w bitwie pod Tolbiac w 496 roku. W jej wyniku ziemie Alemanów w dzisiejszej Francji dostały się pod panowanie Państwa Franków, zaś tereny Recji przypadły, przynajmniej nominalnie, Teodorykowi, władcy powstałego na gruzach cesarstwa zachodniorzymskiego Królestwa Ostrogotów. W roku 507 Teodoryk oficjalnie przekazał Alamanom Recję i ostatecznie zezwolił im na zasiedlenie terenów po obu stronach dawnej granicy, z zadaniem jej obrony przed innymi ludami. Jednak po jego śmierci, w 536 roku Frankowie podbili tereny przyszłej Szwajcarii tworząc na jej części prowincję Recji Środkowej lub Kurialnej (Raetia Curiensis), zarządzaną przez lokalnych biskupów. W czasach Karola Wielkiego Recję przekształcono w dziedziczne księstwo.
Jeszcze w V wieku Recja Druga uległa germanizacji, Recja Pierwsza pozostała pod wpływem Rzymu do czasów najazdu Ostrogotów w latach 493−537, gdy stała się częścią Państwa Franków jako Raetia Curiensis.
Alamanowie zachowali swój język, jednak pod wpływem miejscowej ludności i długotrwałej służby u boku Rzymian jako foederati przejęli rzymskie prawo i zwyczaje, a tytuły lokalnych władców Dux Raetiarum, praeses Raetiarum i urząd trybuna przetrwały w Recji do średniowiecza, choć w przeciwieństwie do większości ludów germańskich rolę suwerena w ich społeczeństwie spełniał tradycyjnie wiec. Mimo germanizacji warstw wyższych, jeszcze między XII a XIII wiekiem miejscowa ludność posługująca się językiem wywodzącym się z łaciny stanowiła większość na tym obszarze. Dopiero w 1524 dokument powołujący do życia Ligę Dziesięciu Jurysdykcji, jedno ze znaczniejszych państw na terenie dzisiejszej Szwajcarii, zniósł łacinę jako język urzędowy na terenie dawnej Recji i zastąpił ją niemieckim. Do dziś na terenie Gryzonii zamieszkuje znacząca mniejszość retoromańska.

## Gospodarka

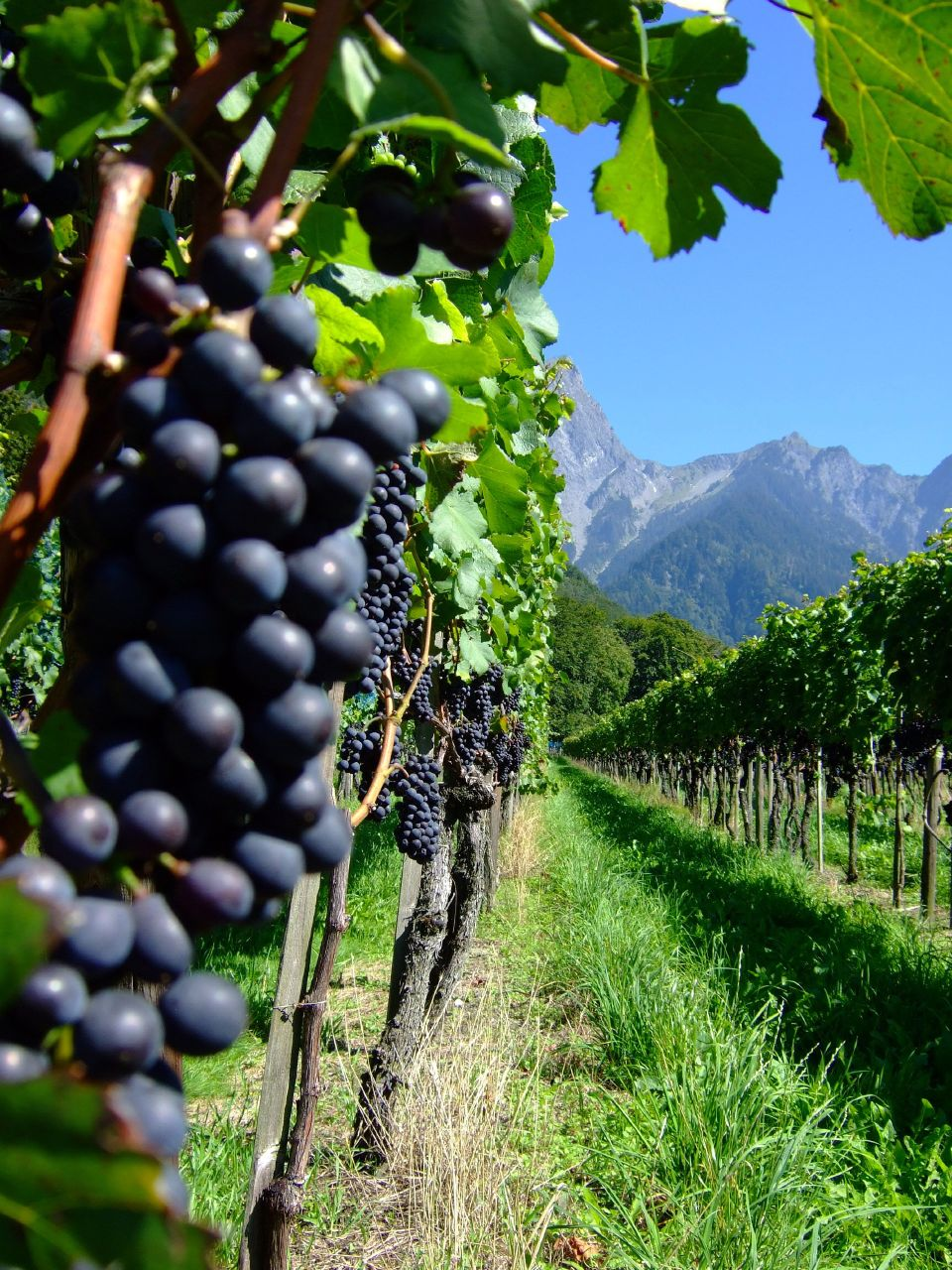
Winnica na terenie współczesnej Gryzonii

Od początku rzymskiej kolonizacji Recja miała znaczenie przede wszystkim strategiczne, jako przedmurze alpejskich przełęczy i strategiczny łącznik między Italią a Germanią i między Galią a Panonią. Z czasem zaczęła jednak czerpać znaczące przychody z tego tytułu, zwłaszcza dzięki handlowi rzymskimi tekstyliami i ceramiką z plemionami germańskimi.
Głównymi drogami prowincji były zbudowana w 46 roku Via Claudia Augusta ("Via Imperii"), z Werony i Tridentium przez przełęcz Brennus Mons do Augusta Vindelicorum, jej wschodnia odnoga Via Raetia (przez przełęcz Scharnitz i Seefeld do Veldidena i dalej do Augusta Vindelicorum), oraz szlak z Comum przez przełęcz Cunus Aureus i Curia do Cambodunum i dalej do Guntii. Via Decia, zbudowana na polecenie cesarza Decjusza w 250 roku, łączyła, z wykorzystaniem już istniejących dróg, południową część prowincji na linii Brigantium – Veldidena. Istniało również kilka drewnianych mostów przez Dunaj, Ren oraz Iller i Lech.
W porównaniu z położonymi dalej na południe regionami Rzymu, Recja była stosunkowo biedną prowincją. Choć za czasów Konstantyna Wielkiego została zaliczona do makroregionu Italia annonaria („Italii zasobnej w zboże”), w rzeczywistości od najdawniejszych czasów jedynie nieliczne żyzne doliny nadawały się pod uprawy. Podstawą egzystencji dużej części ludności były wypas bydła i wyrąb lasów, a w czasach przedrzymskich także regularne wyprawy łupieżcze. Rzymianie wprowadzili na terenie Alp uprawę winorośli, a wino produkowane w Recji miało renomę nie mniejszą, niż wina italskie. Ich miłośnikiem miał być m.in. sam Oktawian August.
Już w I wieku p.n.e. alpejskie plemiona wydobywały i wytapiały złoto, jednak główne rzymskie kopalnie tego kruszcu leżały dalej na zachód, w rejonie miasta Bessa i Virunum, stolicy prowincji Noricum. W czasach rzymskich na terenie Recji odnaleziono także bogate złoża miedzi i srebra, rudę eksportowano do północnej Italii, skąd wykonane z niej wyroby trafiały do wszystkich prowincji imperium.
Choć alpejskie wyżyny zasobne były w lasy, transport drewna przez górskie przełęcze był mało opłacalny i Rzymianie pozyskiwali je głównie z terenów położonych na południowym pogórzu alpejskim; drewno z alpejskich lasów zidentyfikowano jednak m.in. wśród znalezisk w Pompejach. Lokalni kupcy eksportowali również wosk pszczeli, miód, smołę i sery.